# André Lamarre
André Juste Borno Lamarre (zm. 16 lipca 1810), haitański wojskowy.
Uczestniczył w kongresie dowódców wojsk walczących z Francuzami w Arcahaie (15 - 18 maja 1803). W momencie upadku I Cesarstwa posiadał stopień pułkownika. Gdy państwo haitańskie rozpadło się na dwa niezależne twory polityczne, stanął po stronie Republiki. Wyróżnił się podczas oblężenia Port-au-Prince przez wojska Christophe'a. Kolejną istotną operacją militarną, w której, już jako generał wziął udział, była ekspedycja przeciwko wojskom Państwa Haiti na półwyspie północno-zachodnim. Jej organizacji niechętny był prezydent Alexandre Pétion. Odmawiał on wysyłania posiłków i zaopatrzenia siłom republikańskim, w związku z czym dowodzący nimi Lamarre nie był w stanie podjąć żadnych działań ofensywnych. Został zmuszony do zamknięcia się w twierdzy Môle Saint-Nicolas, skąd wielokrotnie wzywał pomocy. Udzielali mu jej głównie opozycyjni wobec głowy państwa generałowie (między innymi Etienne Gérin), ośrodek prezydencki dążył bowiem do zakończenia wojny domowej.
Wojska Christophe'a zdobyły Môle Saint-Nicolas niedługo po śmierci Lamarre'a. Sukces ten przyczynił się do utrwalenia podziału wyspy na dwa państwa.